# Resolució 2099 del Consell de Seguretat de les Nacions Unides
La Resolució 2099 del Consell de Seguretat de les Nacions Unides, adoptada per unanimitat el 25 d'abril de 2013 després de reafirmar totes les resolucions anteriors del Sàhara Occidental i en particular les resolucions 1754, 1783, 1813 i 1871, 1920, i 2044 el consell va ampliar el mandat de la Missió de Nacions Unides pel Referèndum al Sàhara Occidental (MINURSO) per un any fins al 30 d'abril de 2014. Tanmateix, la Missió segueix sense tenir competències pel que fa al respecte dels drets humans al Sàhara Occidental.